# Log Čezsoški
Log Čezsoški (olasz nyelven: Loga d'Oltresonzia) kicsiny falu Szlovéniában, a Goriška statisztikai régióban Bovec község területén, az Isonzó folyó partján. A település lakossága a 2002-es népszámlálás adatai alapján 56 fő volt. A falu a Svinjak-hegy közelében és a Polovnik-hegy tövében húzódik.

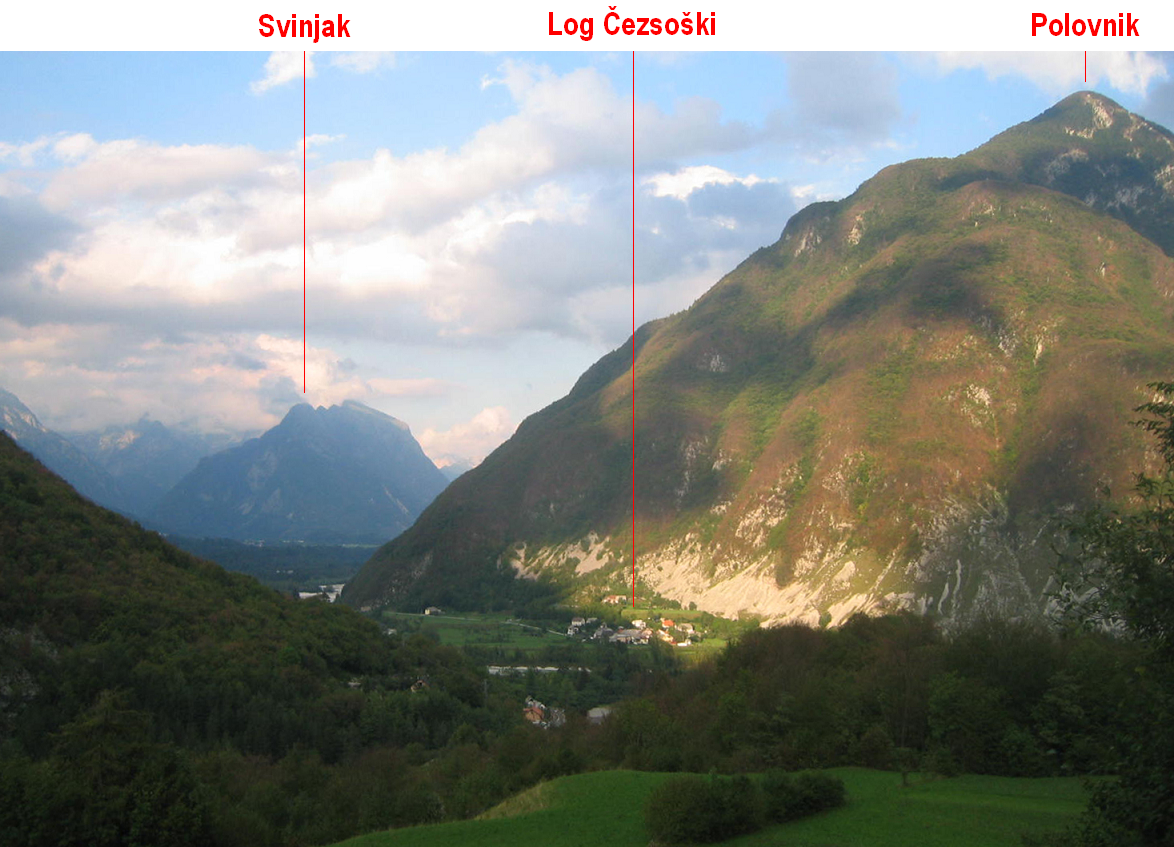
a falu elhelyezkedése

## Fordítás
- Ez a szócikk részben vagy egészben  a   Log Čezsoški című angol Wikipédia-szócikk ezen változatának fordításán alapul.  Az eredeti cikk szerkesztőit annak laptörténete sorolja fel. Ez a jelzés csupán a megfogalmazás eredetét és a szerzői jogokat jelzi, nem szolgál a cikkben szereplő információk forrásmegjelöléseként.